# إليزابيث غافني
إليزابيث غافني (بالإنجليزية: Elizabeth Gaffney)‏ (22 ديسمبر 1966)؛ روائية أمريكية.